# Kraus am Eck

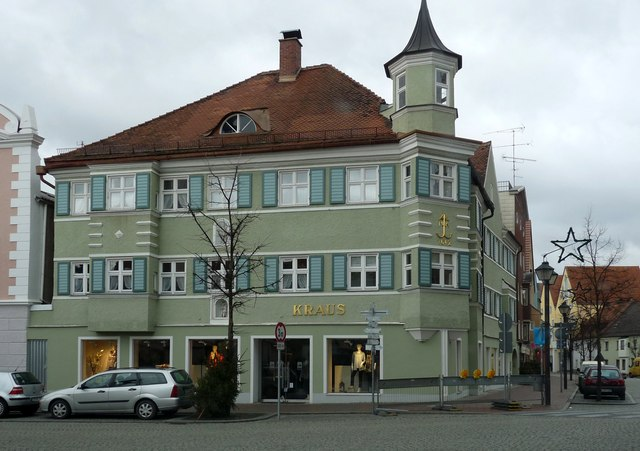
Kraus am Eck

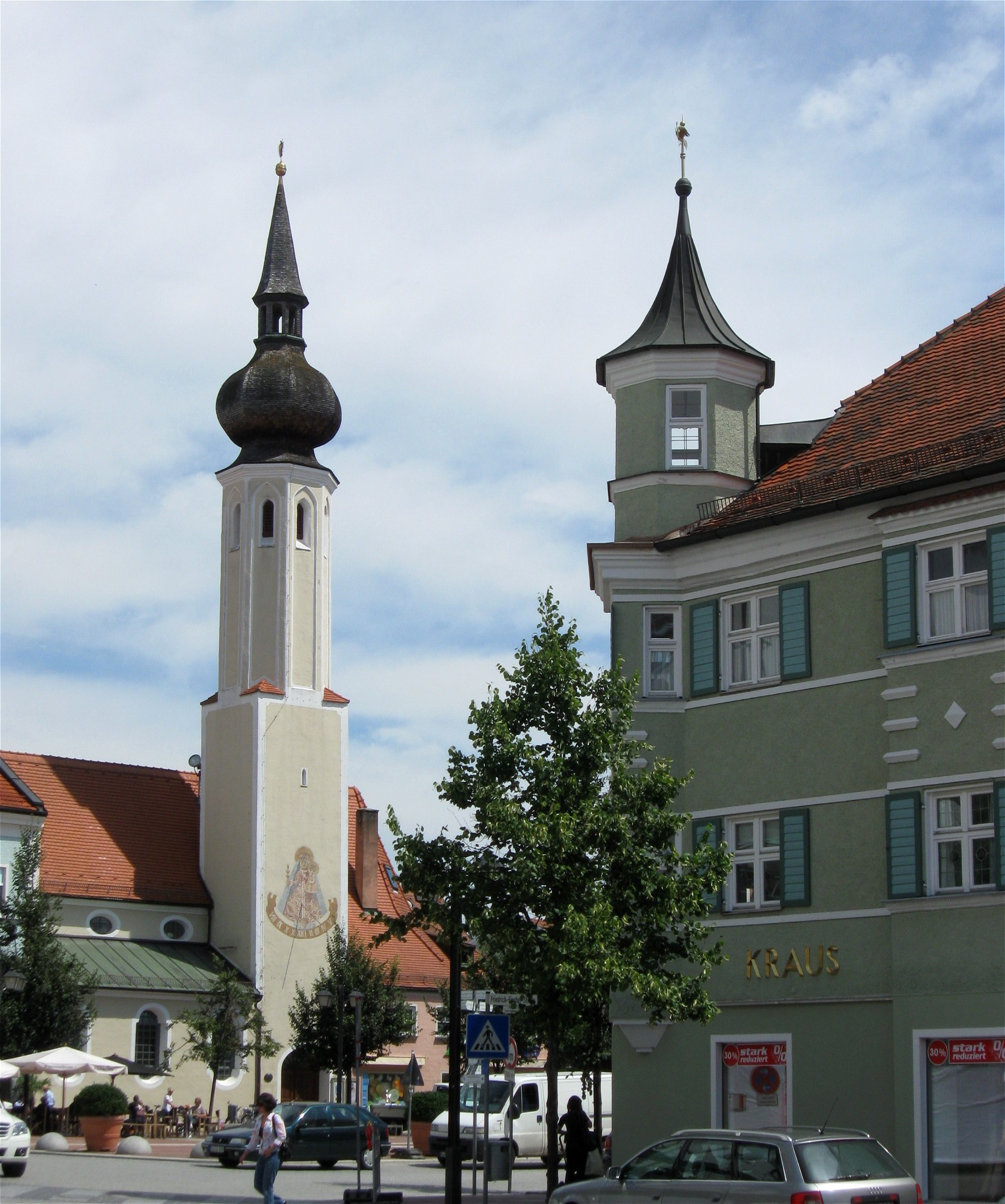
Kraus am Eck (rechts)

Kraus am Eck ist ein Familienunternehmen im Textilhandel in Erding, dessen Wurzeln auf das Jahr 1642 zurückgehen und das damit eines der ältesten Bekleidungshäuser in Bayern ist.

## Geschichte
Im Jahr 1642 erwarb Georg Grienagl das Eckhaus am Schrannenplatz und eröffnete ein „Musterlager mit Verkaufsstelle“ für Waren des Erdinger Loderer- und Tuchmacherhandwerks. 1770 kaufte der Bürgermeister Johann Jakob Brehm das Anwesen für 17.600 Gulden.
Im Jahr 1832 heiratete der Augsburger Kaufmann Ignaz Max Kraus ein und gab dem Haus den heutigen Namen. 1860 wurde das südlich gelegene Nachbaranwesen gekauft und mit dem Eckhaus zu einem Gebäude verbunden.
Das Erdgeschoss wurde 1966 mit großen Schaufenstern mit durchgehender Glasfront, dem damaligen Zeitgeist folgend, umgestaltet. 2006 wurde das Aussehen von vor 1966 wieder hergestellt.